# Casa Valls
La Casa Valls, o Casa Alonso, és un edifici racionalista protegit com a bé cultural d'interès local del municipi d'Esplugues de Llobregat (Baix Llobregat).

## Descripció
És un edifici format per dos trams longitudinals. El més estret allotja els serveis a la planta baixa. El jardí, minuciosament estudiat, referma la idea d'unitat orgànica amb la natura: la planta baixa mostra la continuïtat entre l'espai interior i l'exterior. A més, la geometria de l'arquitectura estableix la casa com un element retallat i contrastat amb el paisatge.

## Història
És una de les residències que van donar lloc, des dels inicis, a la formació del barri de la Ciutat
Diagonal, prolongació de l'avinguda Diagonal de Barcelona.
La Casa Valls va ser un encàrrec de Francisco Alonso Fernández, fet el 1955, a l'arquitecte Josep Maria Sostres i Maluquer vinculat al Grup R. Originàriament aquest edifici volia unir un espai públic (restaurant i sala de festes) amb un espai privat (habitatge per als propietaris); però aquest projecte no arribà a realitzar-se perquè, a mesura que s'anava construint, es plantejaren certes desavinences i l'arquitecte no va voler responsabilitzar-se de la direcció posterior. El 1963, el promotor va portar a terme una ampliació de la casa, projecte en el qual no va intervenir Sostres.